# Niedźwiada (województwo podkarpackie)
Niedźwiada – wieś w Polsce, położona w województwie podkarpackim, w powiecie ropczycko-sędziszowskim, w gminie Ropczyce.
W latach 1954–1972 wieś należała i była siedzibą władz gromady Niedźwiada. W latach 1975–1998 miejscowość położona była w województwie rzeszowskim.
Miejscowość jest siedzibą parafii Chrystusa Króla, należącej do dekanatu Wielopole Skrzyńskie, diecezji rzeszowskiej.
| SIMC    | Nazwa            | Rodzaj    |
| ------- | ---------------- | --------- |
| 0660251 | Budy             | część wsi |
| 0660268 | Krzemienica      | część wsi |
| 0660274 | Łupiny           | część wsi |
| 0660280 | Niedźwiada Dolna | część wsi |
| 0660297 | Niedźwiada Górna | część wsi |
| 0660305 | Niziny           | część wsi |
| 0660311 | Osiny            | część wsi |
| 0660328 | Polska           | część wsi |
| 0660334 | Rędziny          | część wsi |
| 0660340 | Rozdole          | część wsi |
| 0660357 | Rzeki            | część wsi |
| 0660363 | Stawki           | część wsi |

## Historia
Pierwsze wzmianki o Niedźwiadzie pojawiły się w 1508 r. Sąsiednie wioski jak: Łączki Kucharskie, Mała, Brzeziny występują w spisach XIV wieku, natomiast o sąsiednim Broniszowie są wzmianki już w XIII wieku. Jako Niedźwiada-Rozniszów była wsią królewską w województwie sandomierskim w 1629 roku.
Od XV w. do 1954 r. wieś Niedźwiada należała do parafii w Łączkach Kucharskich. Kościół parafialny został wybudowany w latach 1974−1976.

## Inne informacje
W Niedźwiadzie urodził się poseł na Sejm Jan Babicz.